# Bathymodiolus
Bathymodiolus ist eine Gattung von „Tiefsee-Miesmuscheln“ aus der Familie der Miesmuscheln (Mytilidae); es ist die Typusgattung der Unterfamilie Bathymodiolinae. Die Arten dieser Gattung züchten in den Kiemen bakterielle chemoautotrophe Symbionten.

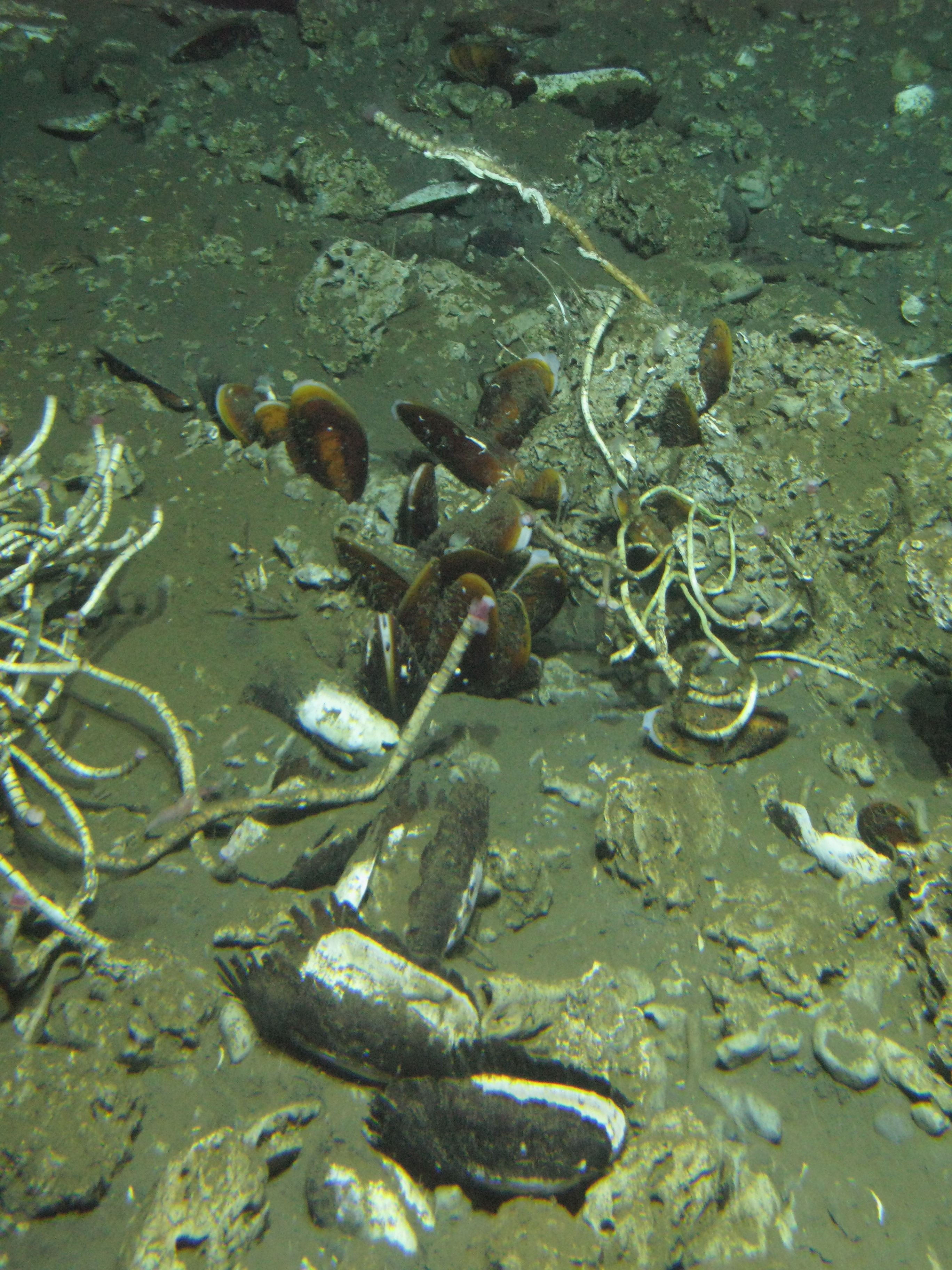
Lebensumgebung der Gattung Bathymodiolus in der Tiefsee

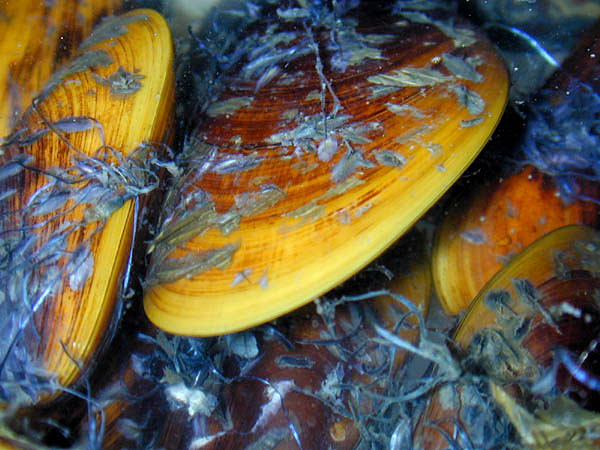
Bathymodiolus childressi (Quelle: NOOA)

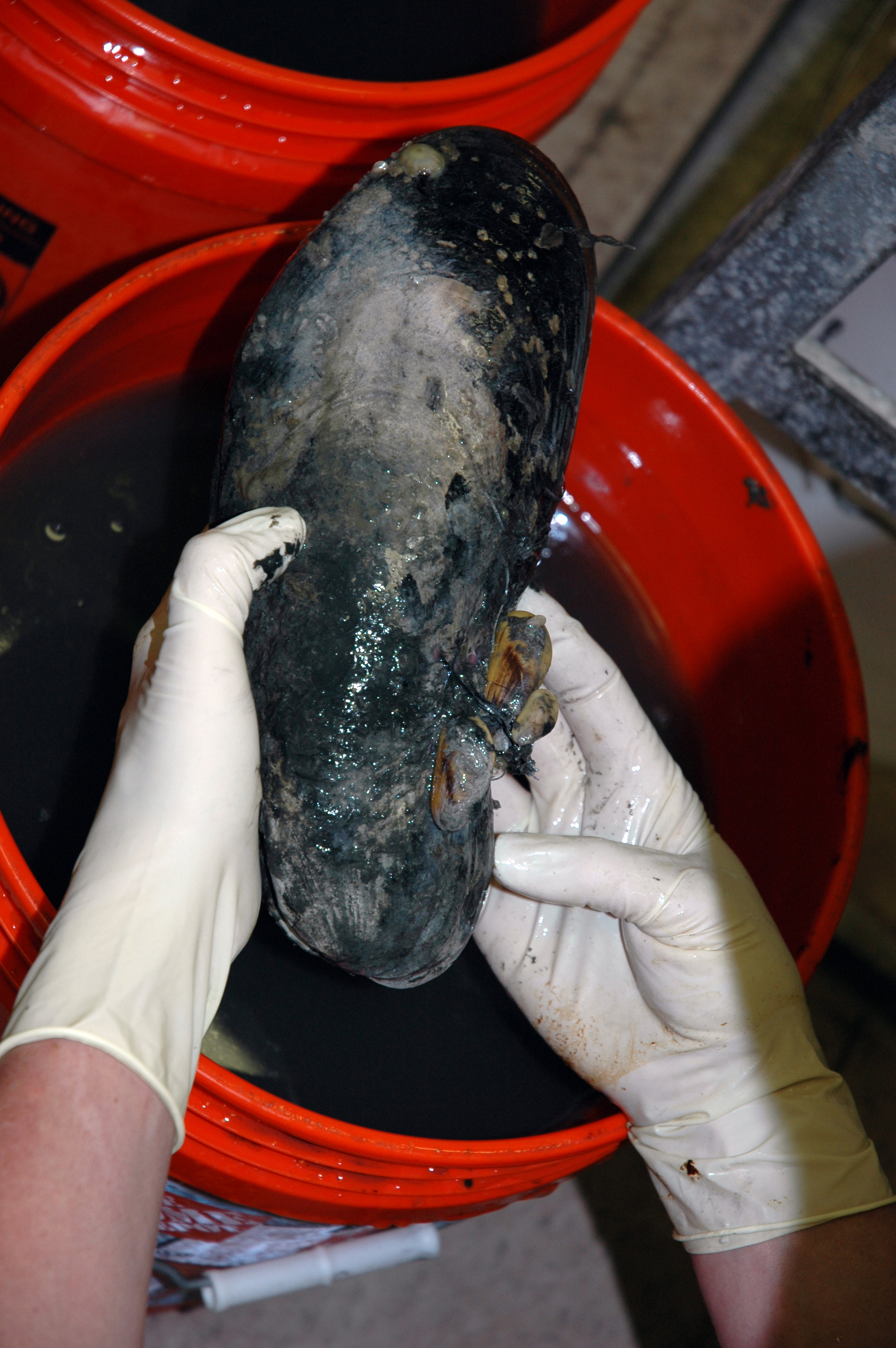
Bathymodiolus brooksi

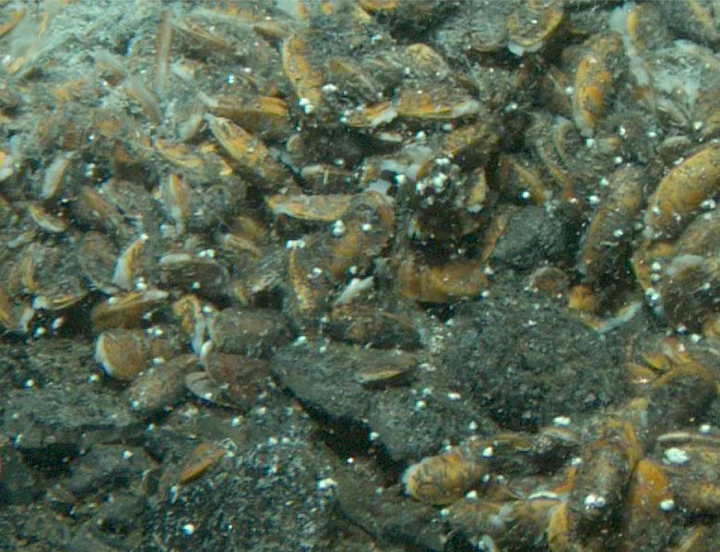
Die Spezies Bathymodiolus thermophilus verträgt auch höhere Wassertemperaturen

## Merkmale
Das längliche, gleichklappige Gehäuse ist glatt mit einem gebogenen oder gewinkelten Dorsalrand. Der Ventralrand ist bei kleineren Exemplaren annähernd gerade, bei größeren Exemplaren auch leicht konkav gebogen. Die Gehäuse werden recht groß; bis zu 30 cm lang. Die Schale ist fest, die Oberfläche weitgehend glatt mit einem glatten oder auch haarigen Periostracum. Der Wirbel sitzt nahe am gerundeten Vorderende. Das Schloss ist zahnlos. Der hintere Retraktormuskel teilt sich in zwei Bündel. Der Sipho, über den die Muschel Altwasser abgibt, ist kurz und ausstreckbar mit einem inneren Diaphragma.

## Geographische Verbreitung und Lebensraum
Bathymodiolus-Arten kommen an (kalten) Methanquellen und hydrothermalen Quellen (Schwarzen Rauchern) in Wassertiefen zwischen 630 und 3500 Metern vor, wo sie ausgedehnte Muschelfelder um die Quellen herum bilden können. Die in besonderen Zellen (Bacteriocyten) im Kiemenepithel der Tiefsee-Miesmuscheln lebenden Schwefel- und/oder Methan-Bakterien ernähren sich vom Methan bzw. Schwefelwasserstoff, das aus dem Meerwasser aufgenommen wird.
Darüber hinaus wurden diverse Bathymodiolus-Arten an Walfällen nachgewiesen.

## Taxonomie und Systematik
Das Taxon wurde 1985 durch Vida Carmen Kenk und Barry Wilson erstmals beschrieben; zur Typusart bestimmten sie die ebenfalls neue Art Bathymodiolus thermophilus Im März 2023 akzeptierte das World Register of Marine Species folgende Arten:
- Gattung Bathymodiolus Kenk & B. R. Wilson, 1985
  - Bathymodiolus aduloides Hashimoto & Okutani, 1994
  - † Bathymodiolus akanudaensis (Kuroda, 1931)
  - Bathymodiolus antarcticus S. B. Johnson & Vrijenhoek, 2013
  - Bathymodiolus anteumbonatus Cosel & Janssen, 2008
  - Bathymodiolus azoricus Cosel & Comtet, 1999
  - Bathymodiolus boomerang Cosel & Olu, 1998
  - Bathymodiolus brevior Cosel, Métivier & Hashimoto, 1994
  - Bathymodiolus brooksi Gustafson, Turner, Lutz & Vrijenhoek, 1998
  - Bathymodiolus earlougheri McCowin, Feehery & Rouse, 2020
  - Bathymodiolus edisonensis Cosel & Janssen, 2008
  - Bathymodiolus elongatus Cosel, Métivier & Hashimoto, 1994
  - Bathymodiolus heckerae Turner, Gustafson, Lutz & Vrijenhoek, 1998
  - †Bathymodiolus heretaunga Saether, Little, K. A. Campbell, B. A. Marshall, M. Collins & Alfaro, 2010 (Miozän, Neogen)
  - Bathymodiolus hirtus Okutani, Fujikura & Sasaki, 2004
  - †Bathymodiolus inouei Amano & Jenkins, 2011 (Oberes Oligozän)[5]
  - Bathymodiolus japonicus Hashimoto & Okutani, 1994
  - †Bathymodiolus labayugensis Kiel, Fernando, Magtoto & Kase, 2022
  - Bathymodiolus manusensis Hashimoto & Furuta, 2007
  - Bathymodiolus marisindicus Hashimoto, 2001
  - Bathymodiolus mauritanicus Cosel, 2002
  - Bathymodiolus nancyschneiderae McCowin, Feehery & Rouse, 2020
  - †Bathymodiolus palmarensis  (Kiel, Campbell & Gaillard, 2010)
  - Bathymodiolus puteoserpentis Cosel, Métivier & Hashimoto, 1994
  - †Bathymodiolus satsopensis Kiel & Amano, 2013 (Oberes Oligozän, Paläogen)[5]
  - Bathymodiolus securiformis Okutani, Fujikura & Sasaki, 2004
  - Bathymodiolus septemdierum Hashimoto & Okutani, 1994
  - Bathymodiolus thermophilus  (Kenk & Wilson, 1985)
  - †Bathymodiolus willapaensis (Squires & Goedert, 1991)